# Östergötlands runinskrifter 92
Runinskrift Ög 92 är en runsten i Väderstad, Väderstads socken och Göstrings härad, Östergötland. 

## Stenen
Runstenen stod 1760 på Väderstads kyrkas gamla kyrkogård. Enligt Carl Fredric Broocman ska stenen stå på västra stigluckan och vara 1,77 meter hög, 1,01 meter bred vid foten och 56 centimeter i toppen tangerande övre slinglinjen. Material på stenen ska troligtvis ha varit granit. 1861 letade Pehr Arvid Säve efter stenen utan att finna den.

## Inskriften
Translitterering av runraden:
[kit͡ulfʀ · uk · suin risþu · stin · þonsi · ifti bruna faþur sin]
Normalisering till runsvenska:
Gautulfʀ(?) ok Svæinn ræisþu stæin þannsi æftiʀ Bruna, faður sinn.
Översättning till nusvenska:
Götulv och Sven reste denna sten efter Brune, sin fader.